# Floronic Man
Floronic Man (Jason Woodrue), también conocido como Plant Master, Floro y the Seeder, (Español Hombre florónico) es un personaje ficticio que aparece en los cómics estadounidenses publicados por DC Comics.
El personaje ha sido interpretado en vivo por John Glover en la película de 1997 Batman y Robin y Kevin Durand en la serie Swamp Thing de DC Universe.

## Historial de publicaciones
Apareció por primera vez como enemigo del Átomo en Atom # 1 y fue creado por Gardner Fox y Gil Kane. Su aparición en Floronic Man apareció por primera vez en la copia de seguridad de Green Lantern en Flash # 245. Su aparición en Seeder apareció por primera vez en Swamp Thing # 21. Se hizo conocido como "Floro" y un superhéroe, en Nuevos Guardianes.

## Historia
Un incidente bioquímico convirtió a Jason Woodrue en una criatura mitad planta, mitad humana, similar a La Cosa del Pantano pero con una naturaleza más vengativa y una obsesión por proteger al mundo vegetal de lo que él percibe como un asalto por parte de la humanidad. Una vez estuvo a punto de lograr este objetivo al usar su nuevo control sobre las plantas para hacerlas producir un exceso de oxígeno, al punto que la más pequeña chispa causaría un incendio devastador en todo el mundo. El plan de Woodrue fue frustrado cuando la Cosa del Pantano señaló que sería el fin de la vegetación ya que al matar a todos los seres que respiran oxígeno se cortaría la producción del dióxido de carbono que las plantas necesitan para vivir. Como consecuencia, el mundo de las plantas rechazó a Woodrue y este enloqueció y fue capturado por la Liga de la Justicia.
Floronic Man es responsable por mutar a Pamela Isley (alias Hiedra Venenosa), fue fundamental en el descubrimiento de la verdadera naturaleza de la Cosa del Pantano, y enfrentó a la JLA en numerosas ocasiones. La miniserie de 1988 producida por el tándem Neil Gaiman/Dave McKean Black Orchid (Orquídea Negra) muestra al Dr. Jason Woodrue como el profesor universitario que enseñó botánica a Philip Sylvian, Alec y Linda Holland y Pamela Isley.
Recientemente fue miembro de una encarnación de la Banda de la Injusticia. Floronic Man se convirtió durante un corto tiempo en héroe, después que los eventos de Millennium lo llevaron a transformarse en un miembro de los Nuevos Guardianes (New Guardians) bajo el nuevo nombre de Floro. Luego de la muerte de muchos de sus compañeros, parece haber vuelto a su estatus original como villano.
El personaje ha aparecido en varios cómics. Supuestamente fue asesinado en un número reciente de Batman cuando unos asesinos le dispararon varias veces; sin embargo esto niega su aparición más famosa (en The Saga of the Swamp Thing N.º 21), donde él mismo señala que "no pueden matar a una planta disparándole a la cabeza". Es uno de los muchos villanos a los que la JlA les borró la memoria, pero desde entonces las ha recobrado.
Floronic Man regresa en Crisis Infinita N.º 7 y Swamp Thing N.º 27 al 29.

## Poderes y habilidades
En su forma original, Jason Woodrue tenía conocimientos avanzados de botánica, que usaba para acelerar el crecimiento de las plantas. Después de convertirse en Floronic Man, Woodrue adquiere la capacidad de fusionarse y controlar mentalmente la vida vegetal. Después de comer los 'órganos' de Swamp Thing, este poder se expandió para permitirle a Woodrue controlar todas las plantas del mundo por un tiempo, pero perdió este poder después de que Swamp Thing lo obligó a reconocer que destruir a los humanos y animales también destruiría Las plantas.

## En otros medios

### Televisión
- Un personaje basado libremente en la apariencia de Plant Master de Jason Woodrue aparece en un episodio del segmento "Atom" de The Superman / Aquaman Hour of Adventure llamado "The Plant Master", con la voz de Ted Knight. Straal es un científico que ha descubierto una forma de utilizar patrones de ondas con crecimientos de plantas. Cuando un avión que transporta a miembros de la facultad de ciencias de la Universidad Ivy aterriza en su isla como parte de un plan para establecer un centro de investigación, el Plant Master usa sus plantas especiales para noquearlas y hacer que sus secuaces las capturen. Cuando llega el átomo, saca a los secuaces del Plant Master antes de ser capturado por el Plant Master y su gato mascota. El Plant Master luego coloca el átomo en un recipiente donde es estrangulado por la hierba viva que activó el Plant Master. Con la ayuda inconsciente del gato del Plant Master, Átomo pudo derrotar al Plant Master, donde él y sus secuaces son arrestados por la Guardia Costera.
- Se hace referencia al Dr. Woodrue varias veces en la serie de televisión Swamp Thing de la década de 1990. En esta encarnación, es un científico rival del Dr. Arcane. Inventó algún tipo de método para "hacer crecer" la vida humana por medios artificiales.
- En el episodio de The Flash, "The Flash of Two Worlds", el Sand Demon captura a Patty Spivot y la lleva a un lugar llamado "Woodrue Greenhouse", haciendo referencia al Floronic Man.
- Kevin Durand interpreta al Dr. Woodrue en la serie Swamp Thing de DC Universe.[3] Esta versión de él es un científico que está casado y busca usar las propiedades del pantano de Marais para sus propias necesidades para curar la Enfermedad de Alzheimer de su esposa Carolyn. Pronto se siente atraído por el surgimiento de Swamp Thing gracias a su trabajo con Avery Sunderland que lo respalda. Cuando está en las instalaciones del Cónclave, Woodrue deduce y le revela que no es Alec Holland, sino una planta humanoide que absorbió los recuerdos de Holland después de la explosión que mató a Holland. Después de que Abby Arcane y Liz Tremayne liberan a Swamp Thing con la ayuda de Blue Devil, Woodrue escapa con órganos. Más tarde, experimenta consigo mismo, comiéndose los restos de Swamp Thing para probar antes de que Carolyn coma, pero es interrumpido por Abby y arrestado por la policía de Marias. En el episodio "Loose Ends", Woodrue experimenta consigo mismo en su último plan para salvar a su esposa. En la escena posterior a los créditos, Matt Cable se encuentra con Woodrue en una celda rota rodeada de plantas, y Woodrue se transforma en el Floronic Man mientras ataca a Matt.

### Películas
- Un Jason Woodrue intacto aparece en la película de 1997 Batman y Robin, interpretado por John Glover. Se le representa como un científico loco de Empresas Wayne que usa toxinas de plantas para otorgar habilidades sobrehumanas a Bane. Cuando la asistente de Woodrue, Pamela Isley, descubre la naturaleza criminal de sus experimentos, la arroja a un estante lleno de varios químicos no especificados, lo que le otorga sus propias habilidades sobrehumanas. Tomando la identidad de Hiedra Venenosa, luego mata a Woodrue con un beso venenoso, mientras escapa con Bane mientras el laboratorio arde.
- Según los informes, Floronic Man apareció en el guion de David S. Goyer para un próximo proyecto cinematográfico de Green Arrow titulado Escape from Super Max. En el guion, Floronic Man aparecía como un preso de la Penitenciaría Super Max para Metahumanos.[4]
- Floronic Man también fue planeada para aparecer como el villano principal de Justice League Dark de Guillermo del Toro.[5]
- Floronic Man aparece como el principal antagonista en la película Batman y Harley Quinn, con la voz de Kevin Michael Richardson. Jason es el villano de turno, junto a Hiedra Venenosa. Roban el compuesto químico que convirtió a Alec Holland en la Cosa del pantano y pretenden esparcirlo como un virus que mute a todos los seres humanos en plantas. Al final es detenido por Batman y Nightwing.